# Лукашівка (Берестинський район)
Лукаші́вка — село в Україні, у Берестинському районі Харківської області. Населення становить 402 осіб. Орган місцевого самоврядування — Наталинська сільська громада.

## Географія
Село Лукашівка розташоване на березі річки Вошива, вище за течією на відстані 2 км розташоване село Одрадівка, нижче за течією на відстані 3 км розташоване село Забарине. Поруч проходить автомобільна дорога М18 (E105).

## Історія
1830 — дата заснування.
Під час організованого радянською владою Голодомору 1932—1933 років померло щонайменше 128 жителів села.

## Населення
Згідно з переписом УРСР 1989 року чисельність наявного населення села становила 359 осіб, з яких 162 чоловіки та 197 жінок.
За переписом населення України 2001 року в селі мешкали 394 особи.

### Мова
Розподіл населення за рідною мовою за даними перепису 2001 року:
| Мова       | Відсоток |
| ---------- | -------- |
| українська | 95,02 %  |
| російська  | 4,73 %   |
| молдовська | 0,25 %   |